# Cantharidus opalus
Cantharidus opalus es una especie de molusco gasterópodo de la familia Trochidae.

## Subespecies
- Cantharidus opalus opalus, (Martyn, 1784), the nominate subspecies
- Cantharidus opalus cannoni Powell, 1933

## Distribución geográfica
Se encuentra  en Nueva Zelanda.